# 武州県
武州県（ぶしゅう-けん）は中華人民共和国山西省にかつて存在した県。現在の忻州市偏関県北東部に相当する。
前漢により現在の左雲県に設置される。後漢により偏関県に移転、後漢末に廃止された。